# کیشانگنج
کیشانگنج شهری در ناحیه کیشانگنج در بخش پورنا ایالت بیهار است، این شهر مرکز ناحیه هم‌نام‌اش نیز هست. به خاطر قرار گرفتن در همسایگی نپال و بنگلادش، این شهر یکی از حساس‌ترین نقاط هند به شمار می‌رود.

## جمعیت‌شناسی
بنابر سرشماری سال ۲۰۰۱ هند کیشانگنج جمعیتی برابر با ۸۵٬۴۹۴ نفر دارد. که ۵۲% آن را مردان و ۴۸% را زنان تشکیل می‌داده‌اند.
| دین در کیشانگنج | دین در کیشانگنج | دین در کیشانگنج | دین در کیشانگنج | دین در کیشانگنج |
| --------------- | --------------- | --------------- | --------------- | --------------- |
| دین             | دین             |                 | درصد            | درصد            |
| مسلمان          | مسلمان          |                 | ۵۴٪             | ۵۴٪             |
| هندو            | هندو            |                 | ۴۴٪             | ۴۴٪             |
| مسیحی           | مسیحی           |                 | ۰٫۲٪            | ۰٫۲٪            |
| جین             | جین             |                 | ۱٫۴٪            | ۱٫۴٪            |
| دیگران†         | دیگران†         |                 | ۰٫۴٪            | ۰٫۴٪            |
| گستردگی مذهب †  |                 |                 |                 |                 |